# Confederations Cup 2005
Confederations Cup 2005 var den 7. udgave af fodboldturneringen Confederations Cup, og blev afholdt i Tyskland fra 15. til 29. juni 2005, som en generalprøve på VM i 2006, der også skulle afholdes i landet.
Turneringen havde deltagelse af otte lande, fordelt på alle FIFA's konfederationer. Turneringen blev vundet af Brasilien, der dermed vandt turneringen for anden gang, efter også at have vundet 1997-udgaven. Brasilianerne besejrede i finalen arvefjenderne Argentina med 4-1.

## Deltagende lande
| Hold       | Fodboldforbund | Kvalificeret som                   | Antal deltagelser |
| ---------- | -------------- | ---------------------------------- | ----------------- |
| Tyskland   | UEFA           | Arrangør                           | 2. deltagelse     |
| Japan      | AFC            | Vinder af AFC Asian Cup 2004       | 4. deltagelse     |
| Mexico     | CONCACAF       | Vinder af CONCACAF Gold Cup 2003   | 5. deltagelse     |
| Tunesien   | CAF            | Vinder af African Nations Cup 2004 | 1. deltagelse     |
| Grækenland | UEFA           | Vinder af EM i 2004                | 1. deltagelse     |
| Argentina  | CONMEBOL       | Nr. 2 i Copa América 2004          | 1. deltagelse     |
| Brasilien  | CONMEBOL       | Vinder af VM 2002                  | 5. deltagelse     |
| Australien | OFC            | Vinder af OFC Nations Cup 2004     | 3. deltagelse     |

## Spillesteder
De tyske arrangører valgte at fordele slutrunden ud på fem forskellige stadioner og byer, der også alle var udvalgt som værtsbyer til VM i 2006:
| Frankfurt         | Köln                       | Hannover          | Leipzig           | Nürnberg                  |
| ----------------- | -------------------------- | ----------------- | ----------------- | ------------------------- |
| Commerzbank-Arena | RheinEnergieStadion        | AWD-Arena         | Zentralstadion    | Frankenstadion            |
| Kapacitet: 48.132 | Kapacitet: 46.120          | Kapacitet: 44.652 | Kapacitet: 44.200 | Kapacitet: 41.926         |
|                   | RheinEnergieStadion i Köln |                   |                   | Frankenstadion i Nürnberg |

## Turneringen

### Turneringsform
De otte deltagende lande blev fordelt i to puljer med fire hold i hver, hvoraf de to øverst placerede i hver avancerede til semifinalerne. De to semifinalevindere mødtes i finalen, mens de to tabere spillede kampen om tredjepladsen.

### Gruppe A
| Dato     | Kamp                   | Res. | Sted      |
| -------- | ---------------------- | ---- | --------- |
| 15. juni | Argentina – Tunesien   | 2-1  | Köln      |
| 15. juni | Tyskland – Australien  | 4-3  | Frankfurt |
| 18. juni | Tunesien – Tyskland    | 0-3  | Köln      |
| 18. juni | Australien – Argentina | 2-4  | Nürnberg  |
| 21. juni | Australien – Tunesien  | 0-2  | Leipzig   |
| 21. juni | Argentina – Tyskland   | 2-2  | Nürnberg  |

| Stilling   | Kampe | Mål  | Point |
| ---------- | ----- | ---- | ----- |
| Tyskland   | 3     | 9-5  | 7     |
| Argentina  | 3     | 8-5  | 7     |
| Tunesien   | 3     | 3-5  | 3     |
| Australien | 3     | 5-10 | 0     |

### Gruppe B
| Dato     | Kamp                   | Res. | Sted      |
| -------- | ---------------------- | ---- | --------- |
| 16. juni | Japan – Mexico         | 1-2  | Hannover  |
| 16. juni | Brasilien – Grækenland | 3-0  | Leipzig   |
| 19. juni | Grækenland – Japan     | 0-1  | Frankfurt |
| 19. juni | Mexico – Brasilien     | 1-0  | Hannover  |
| 22. juni | Grækenland – Mexico    | 0-0  | Frankfurt |
| 22. juni | Japan – Brasilien      | 2-2  | Köln      |

| Stilling   | Kampe | Mål | Point |
| ---------- | ----- | --- | ----- |
| Mexico     | 3     | 3-1 | 7     |
| Brasilien  | 3     | 5-3 | 4     |
| Japan      | 3     | 4-4 | 4     |
| Grækenland | 3     | 0-4 | 1     |

### Semifinaler
| Dato     | Kamp                 | Res.              | Sted     |
| -------- | -------------------- | ----------------- | -------- |
| 25. juni | Tyskland – Brasilien | 2-3               | Nürnberg |
| 26. juni | Mexico – Argentina   | 1-1 (6-7 e. str.) | Hannover |

### Bronzekamp
| Dato     | Kamp              | Res.        | Sted    |
| -------- | ----------------- | ----------- | ------- |
| 29. juni | Tyskland – Mexico | 4-3 (e.fs.) | Leipzig |

### Finale
| Dato     | Kamp                  | Res. | Sted      |
| -------- | --------------------- | ---- | --------- |
| 29. juni | Brasilien – Argentina | 4-1  | Frankfurt |